# Bãi Sao

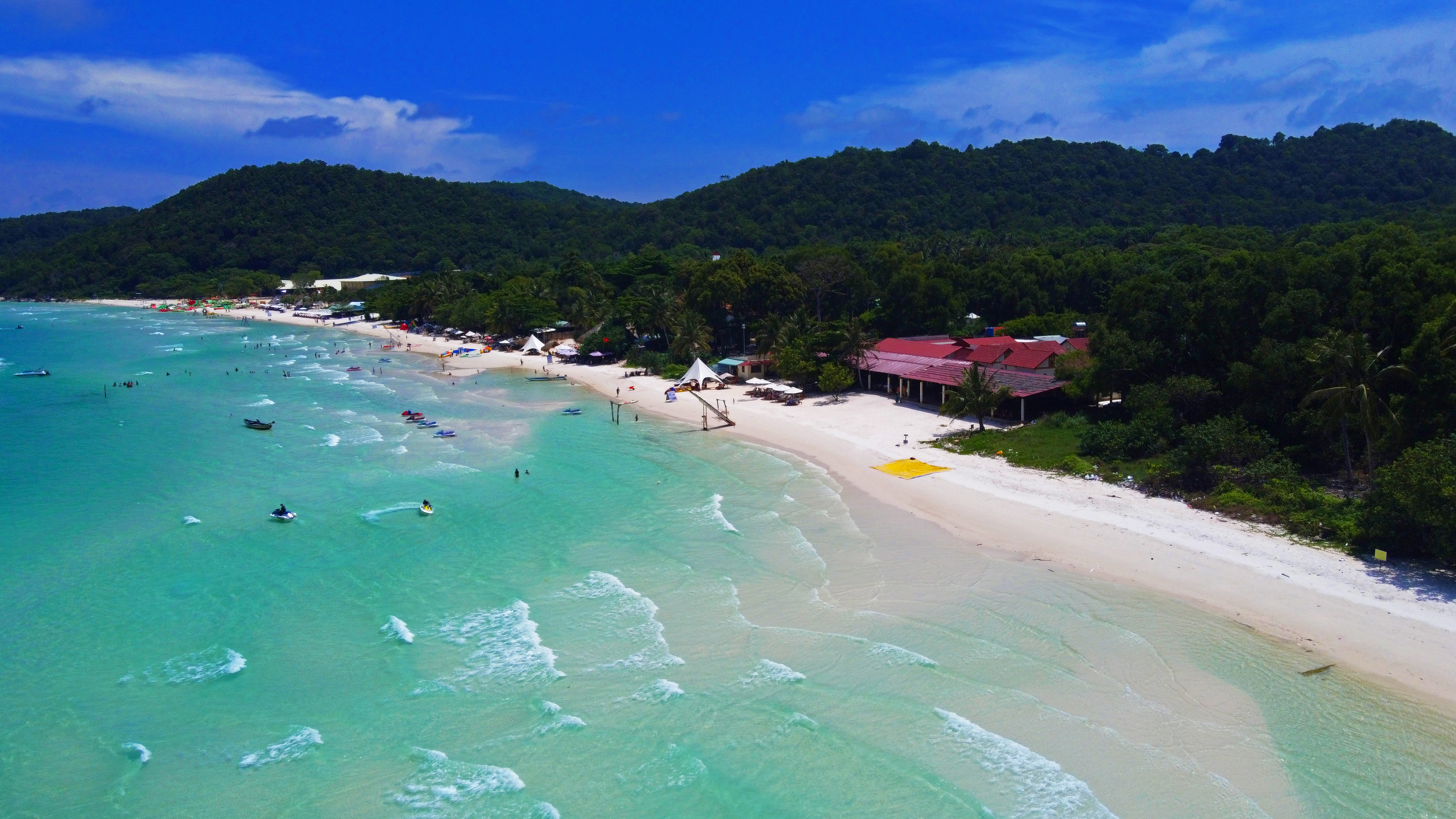
Một góc Bãi Sao vào năm 2021

Bãi Sao là một bãi biển nằm ở phía đông nam đảo Phú Quốc. Đây được xem là một trong những bãi biển đẹp nhất Việt Nam với nước biển trong xanh, lặng sóng; bãi tắm dài, thoải đều và độ dốc vừa phải; bãi cát trắng xốp, mịn màng.
Vào năm 2015, Bãi Sao được chuyên trang du lịch CN Travel bình chọn là một trong 10 bãi biển hoang sơ và yên tĩnh nhất thế giới.